# NGC 2992
NGC 2992 (również PGC 27982) – galaktyka spiralna (Sa), znajdująca się w gwiazdozbiorze Hydry. Została odkryta 8 lutego 1785 roku przez Williama Herschela. Należy do galaktyk Seyferta. Znajduje się we wczesnej fazie zderzenia z sąsiednią NGC 2993. Ta para oddziałujących ze sobą grawitacyjnie galaktyk została skatalogowana jako Arp 245 w Atlasie Osobliwych Galaktyk.